# Arturo Rawson Corvalan
Arturo Rawson Corvalán (Santiago del Estero, 4 giugno 1885 – Buenos Aires, 8 ottobre 1952) è stato un generale e politico argentino, presidente e dittatore dell'Argentina dal 5 giugno al 7 giugno 1943.

## Biografia
Compì gli studi presso il Colegio Militar de la Nación dal quale uscì nel 1907 con il grado di sottotenente di cavalleria. Generale di divisione.
Nei primi mesi del 1943 fu contattato da alcuni membri del GOU, un gruppo di ufficiali dell'esercito d'orientamento nazionalista che con la candidatura di Robustiano Patrón Costas, temevano un prolungamento del regime radical-conservatore che da oltre un decennio governava, con elezioni fraudolente, il paese. Rawson, che comandava il quartier generale di Campo de Mayo, disponeva degli uomini sufficienti per rovesciare il governo, accettò di partecipare al colpo di stato. Il 4 giugno 1943 alla testa delle sue truppe entrò a Buenos Aires ponendo fine così alla presidenza di Ramón Castillo. Esercitò de facto per qualche giorno la presidenza della Repubblica, pur non effettuando il giuramento ufficiale. Il 7 giugno seguente, dopo che gli fu comunicato che non godeva dell'appoggio degli altri ufficiali del GOU del quale Rawson non fece effettivamente mai parte, presentò le dimissioni.
Poco dopo fu nominato ambasciatore in Brasile, incarico che ricoprì sino al 1945. I suoi resti riposano nel cimitero della Recoleta di Buenos Aires.